# 포천경찰서
포천경찰서(抱川敬察署, Pocheon Police Station)는 경기도북부경찰청이 관할하는 경찰서 중 하나이다. 경기도 포천시 일대를 관할한다. 경기도 포천시 군내면 호국로 1570에 위치하고 있다.
서장은 총경으로 보한다.

## 연혁
- 1916. 02. 03. 포천경찰서 신설 [포천읍 신읍리 62]
- 1945. 10. 21. 국가경찰 창설
- 1948. 05. 05. 3급지로 등급 조정
- 1948. 09. 02. 군정, 도정부 소속 (※ 국립경찰, 내무부 및 도지사 산하로 예속)
- 1951. 01. 04. 1·4후퇴로 인해 청사 소실
- 1954. 07. 29. 청사 신축(목조기와, 143평)
- 1972. 청사 신축(2층, 콘크리트)
- 1983. 02. 15 행정구역 개편
  - 연천 관인지서 → 포천서 편입
  - 포천 청산·백의지서 → 연천서 이전
- 1995. 01. 27. 3급지에서 2급지서 승격
- 1999. 10. 15. 現 청사 신축
- 2003. 08. 01. 14개 파출소 → 동·서·남·북부 4개 지구대로 개편
- 2004. 02. 13. 동·서·남·북부 → 일동·포천·소흘·영북 지구대로 개편
- 2005. 04. 01.	지구대 재조정
  - 일동지구대 폐지 → 일동파출소, 이동파출소
  - 영북지구대 관인치안센터 → 관인파출소
- 2006. 04. 21. 지구대 재조정
  - 포천지구대 신북치안센터 → 신북파출소
  - 영북지구대 폐지 → 영북파출소, 영중파출소
- 2021. 07. 28. 1차 중심파출소 운영
  - 포천 중심파출소(포천·군내)
  - 영북중심파출소(영북·영중·관인)
- 2021. 08. 13. 통합민원실 준공
- 2022. 02. 10. 2차 중심파출소 운영
  - 일동 중심파출소(일동·이동·화현)
- 2022. 11. 07. 3차 중심파출소 운영
  - 신북 중심파출소(신북·창수)
- 2023년 ~ 현재 경찰서(1실 1관 8과) 및 지역관서(지구대1, 중심파출소4, 파출소3) 체제 운영

## 기본 정보
- 주소: 경기도 포천시 군내면 호국로 1570
- 우편번호: 11153

## 관할 파출소 및 지구대
포천경찰서는 1개의 지구대와 13개의 파출소를 산하에 두고 있다.
| 명칭       | 사진 | 주소                    | 관할구역            | 치안센터 |
| ---------- | ---- | ----------------------- | ------------------- | -------- |
| 포천파출소 |      | 원모루로1길 32 (신읍동) | 신읍동, 진서면 일부 |          |
| 소흘지구대 |      | 소흘읍 태봉로 144       | 소흘읍              |          |
| 선단파출소 |      | 송선로 279 (선단동)     | 선단동              |          |
| 신북파출소 |      | 신북면 호국로 2059      | 신북면              |          |
| 영중파출소 |      | 영중면 양문로 109       | 영중면              |          |
| 영북파출소 |      | 영북면 운천로 4         | 영북면              |          |
| 관인파출소 |      | 관인면 관인로 15        | 관인면              |          |
| 일동파출소 |      | 일동면 화곡로 1023      | 일동면              |          |
| 이동파출소 |      | 이동면 화동로 2078      | 이동면              |          |
| 화현파출소 |      | 화현면 화동로 327       | 화현면              |          |
| 가산파출소 |      | 가산면 가산로309번길 13 | 가산면              |          |
| 내촌파출소 |      | 내촌면 내촌로 62        | 내촌면              |          |
| 군내파출소 |      | 군내면 청군로 3280      | 군내면              |          |
| 창수파출소 |      | 창수면 메치골로 174     | 창수면              |          |

## 같이 보기
- 경기도북부경찰청